# Statoil Fuel & Retail
Statoil Fuel & Retail var en norsk virksomhed, bestående af en kæde af tankstationer fordelt over Europa. Statoil har eksisteret siden 1972, men kom først til Danmark og Sverige i 1986, da virksomheden opkøbte samtlige Esso-tankstationer i disse lande.
I 1990 voksede Statoil igen, da virksomheden indledte en alliance med BP, vedrørende de internationale aktiviteter. I 1992 blev samtlige BP-stationer i Irland omdøbt til Statoil.
Statoil solgte i 2012 Statoil-kæden til den canadiske virksomhed Alimentation Couche-Tard, og kæden skiftede i 2016 navn til Circle K.